# Мёртвые не умирают (фильм, 2019)
«Мёртвые не умирают» (англ. The Dead Don’t Die) — американская абсурдистская зомби-комедия 2019 года режиссёра и сценариста Джима Джармуша с Биллом Мюрреем, Адамом Драйвером, Хлоей Севиньи, Стивом Бушеми, Тильдой Суинтон, Томом Уэйтсом, Дэнни Гловером, Калебом Лэндри Джонсом, Рози Перес, Игги Попом, Кэрол Кейн, Остином Батлером и Селеной Гомес в главных ролях. Она стала фильмом открытия на Каннском кинофестивале 2019 года, в том же году вышла в театральный прокат. Получила противоречивые отзывы критиков.

## Сюжет
Действие фильма разворачивается в небольшом американском городке Сентервилле. После сдвига полярной полосы из-за того, что алчные корпорации начали добычу полезных ископаемых на Северном полюсе, начинается апокалипсис: уходят в леса домашние животные, исчезают птицы, происходят один за другим природные катаклизмы, восстают из могил мёртвые. Главные герои фильма — полицейские Сентервилля, подростки из местной колонии для несовершеннолетних и группа приезжих из Кливленда, которые пытаются противостоять нашествию зомби.
В финале полицейские вступают в неравную схватку с живыми мертвецами на кладбище и погибают. Ещё одного центрального персонажа, эксцентричную владелицу погребального агентства, забирают инопланетяне.

## В ролях
| Актёр              | Роль                            |
| ------------------ | ------------------------------- |
| Билл Мюррей        | шериф Клифф Робертсон           |
| Адам Драйвер       | офицер Рональд (Ронни) Петерсон |
| Тильда Суинтон     | Зельда Уинстон                  |
| Хлоя Севиньи       | офицер Минерва (Минди) Моррисон |
| Стив Бушеми        | фермер Миллер                   |
| Дэнни Гловер       | Хэнк Томпсон                    |
| Калеб Лэндри Джонс | Бобби Уиггинс                   |
| Рози Перес         | Пози Хуарес                     |
| Игги Поп           | зомби                           |
| Сара Драйвер       | зомби                           |
| RZA                | Дин                             |
| Кэрол Кейн         | Мэллори О'Брайен                |
| Селена Гомес       | Зоуи                            |
| Том Уэйтс          | отшельник Боб                   |
| Остин Батлер       | Джек                            |
| Эстер Балинт       | Ферн                            |
| Люка Сабба         | Зак                             |

## Производство
В феврале 2018 года во время пресс-тура «Острова собак» Билл Мюррей и Тильда Суинтон объявили о своём участии в фильме режиссера Джима Джармуша про зомби. В марте того же года стало известно, что Дэниел Крейг и Рози Перес тоже снимутся в этой картине. Говоря о проекте, Мюррей заявил:

Это фильм о зомби. Джим Джармуш написал такой веселый сценарий зомби, в котором есть отличные актеры: Рози Перес, Дэниел Крейг. Он называется «Мёртвые не умирают», и он снимается летом. Но нет, я не буду играть зомби»
В июле 2018 года было объявлено, что роли в картине получили Адам Драйвер, Селена Гомес, Хлоя Севиньи, Остин Батлер, Стив Бушеми, Тильда Суинтон и Калеб Лэндри Джонс. Крейг в фильме не появился. Продюсерами проекта стали Джошуа Астрачан и Картер Логан, дистрибьютором стала компания Focus Features.
Съёмки проходили в небольших городах штата Нью-Йорк — Анкраме, Элизабетвилле, Флейшмансе, Маргаретвилле.

## Релиз и оценки
Премьера картины состоялась 14 мая 2019 года на Каннском кинофестивале: «Мёртвые не умирают» стали фильмом открытия. В США фильм был выпущен 14 июня 2019 года. 12 июля того же года фильм вышел в британский прокат. Известно, что дистрибьютор потратил на домашний маркетинг 2-3 миллиона долларов.
Фильм заработал 6,5 миллиона долларов в Северной Америке и 8,7 миллиона долларов в других странах. В первые выходные он собрал 2,4 миллиона долларов в 613 кинотеатрах.
На Rotten Tomatoes картина получила рейтинг 54 % на основе 310 отзывов со средней оценкой 5,8/10. Консенсус сайта гласит: «„Мёртвые не умирают“ балуется тонами и темами до разной степени успеха, но остроумие и сильный актерский состав делают его zom-com с достаточным количеством мозгов для потребления». «Metacritic» присвоил фильму среднюю оценку 53 из 100, это «смешанные или средние отзывы».
Алекс Лейнингер из PopMatters написал: «Это любопытный фильм…, умная, хотя и незначительная работа от мастерски инновационного режиссёра». В отзыве для The New York Times Энтони Скотт пишет, что картина «уважает жанр ужасов, не принимая на себя обязательства».
Рецензент The Hollywood Reporter Тодд Маккарти написал о фильме: «Иногда сухой юмор Мюррея и Драйвера становится немного мёртвым, а истинного остроумия не хватает, хотя фильм остаётся забавным большую часть своего хронометража».